# Vicente Pla Broch
Vicente Pla Broch (Castelló de la Plana, 1923 - 1998) fou un polític i comerciant valencià. Orfe de pare, va passar un temps a un reformatori, on es va deslliurar de ser reclutat a la División Azul per les seves bones notes a dibuix. Després es dedicà al comerç i a l'exportació de taronges. Acabà a ser president de la Cambra Agrària de Castelló. Fou alcalde de Castelló i procurador en corts franquistes de novembre de 1975 a febrer de 1979, quan es convocaren les primeres eleccions municipals democràtiques. Fou l'autor del Pla d'Ordenació Urbana amb ambicioses dotacions sanitàries, que fou dut a terme durant els anys vuitanta.